# Sideritis
Pour les articles homonymes, voir crapaudine.
Genre
Classification phylogénétique
Sideritis est un genre de plantes à fleurs de la famille des lamiacées ou labiées. Il regroupe environ 150 espèces originaires surtout du bassin méditerranéen, de Macaronésie et d'Asie tempérée.

## Description
Ce sont des plantes herbacées annuelles ou vivaces ou encore des sous-arbrisseaux velus ou laineux.
Les petites fleurs jaunes, blanches, pourprées ou violacées sont regroupées en épis terminaux composés de verticillastres superposés. La corolle a deux lèvres. La lèvre supérieure est droite, entière ou légèrement échancrée. La lèvre inférieure est étalée et trilobée, le lobe central plus large que les lobes latéraux. Les quatre étamines ne dépassent pas à l'extérieur de la corolle.

## Principales espèces
- Sideritis aranensis (Font Quer) D.Rivera & Obón - Crapaudine du Val d'Aran
- Sideritis bubanii Font Quer
- Sideritis caureliana (Obón & Rivas Goday) Coulomb
- Sideritis chamaedrifolia Cav.
- Sideritis endressii Willk. - Crapaudine d'Endress, crapaudine du Roussillon
- Sideritis fruticulosa Pourr. - Crapaudine faux Scordium
- Sideritis glabrata (Benth.) Coulomb
- Sideritis hirsuta L. - Crapaudine hirsute, Crapaudine hérissée
- Sideritis hyssopifolia L. - Crapaudine à feuilles d'Hysope - Thé des Alpes - Thé des montagnes - Crapaudine des Alpes
- Sideritis incana L.
- Sideritis lanata L.
- Sideritis montana L. - Crapaudine des montagnes
- Sideritis peyrei ssp.guillonii Crapaudine de Guillon
- Sideritis peyrei Timb.-Lagr.
- Sideritis romana L. - Crapaudine de Rome
- Sideritis rossii Peris, Stübing, Jury & Rejdali
- Sideritis scardica Griseb.
- Sideritis scordioides L.Crapaudine Faux-Scordium
- Sideritis spinulosa Barnadez ex Asso
- Sideritis syriaca L.